# William P. Biddle

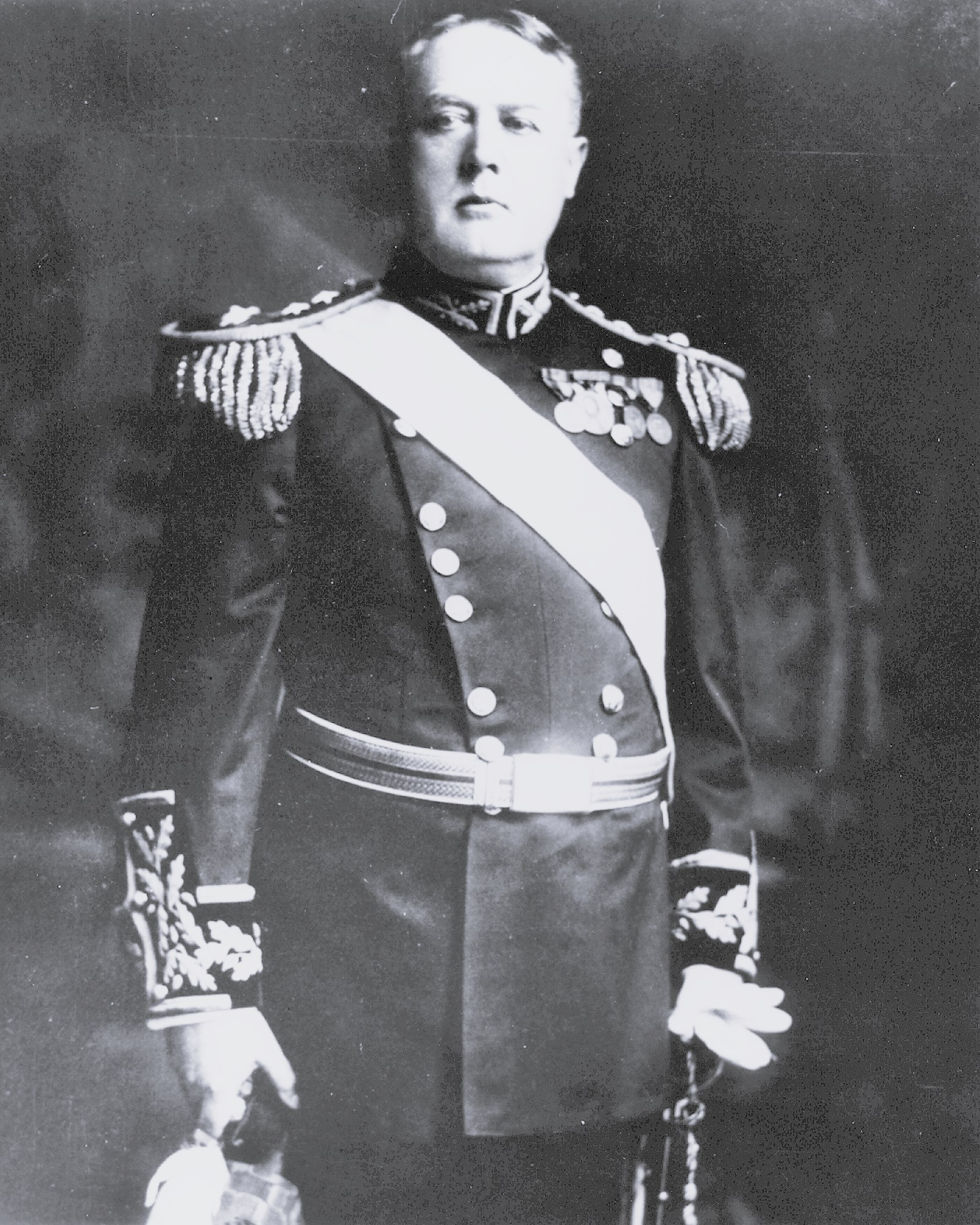
William P. Biddle

Generalmajor (Schulterstück)

Kommandozeichen des Commandant, U.S. Marine Corps

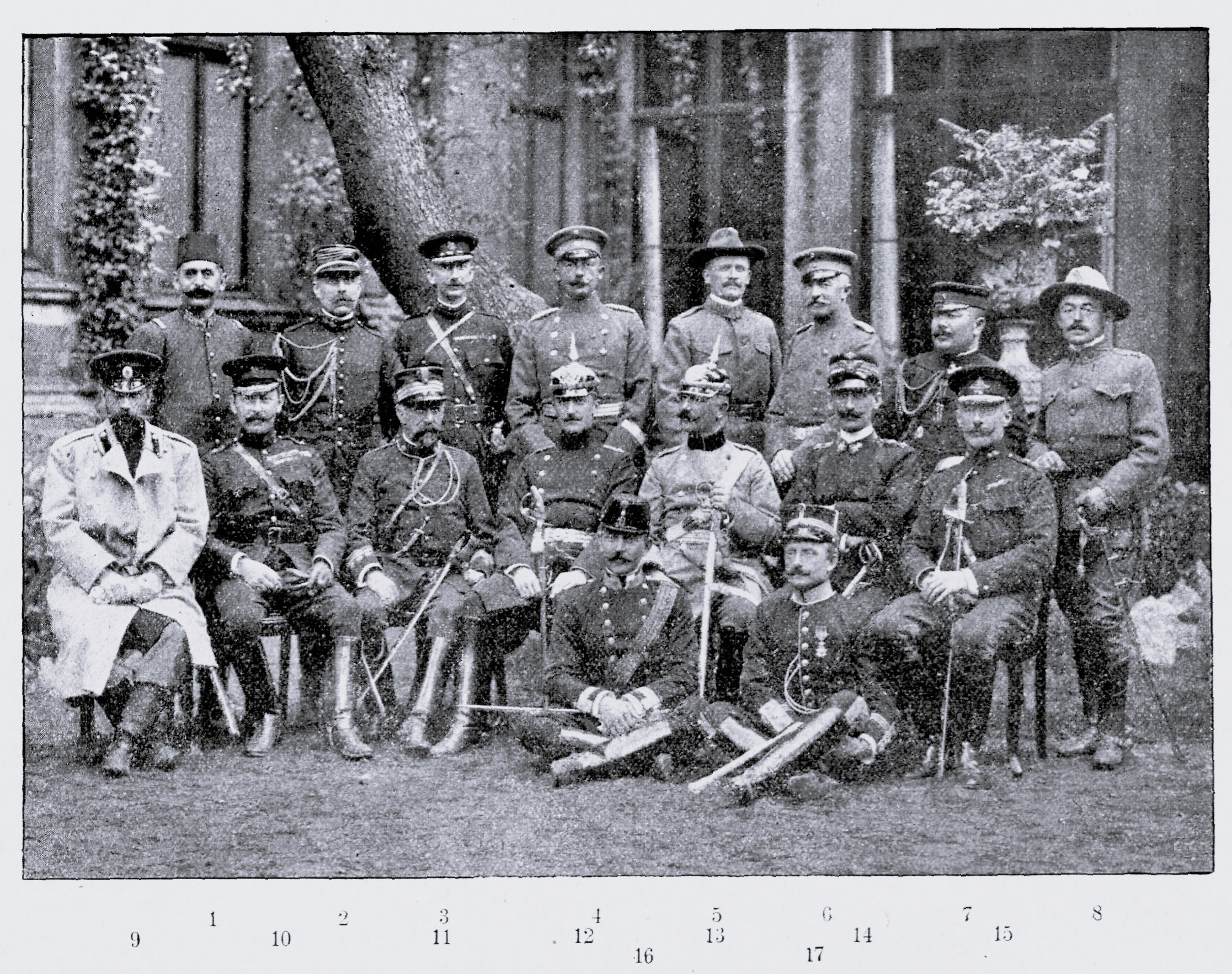
Ausländische Beobachter bei einem deutschen Manöver im Jahr 1904. Biddle steht in der hinteren Reihe, vierter von rechts.

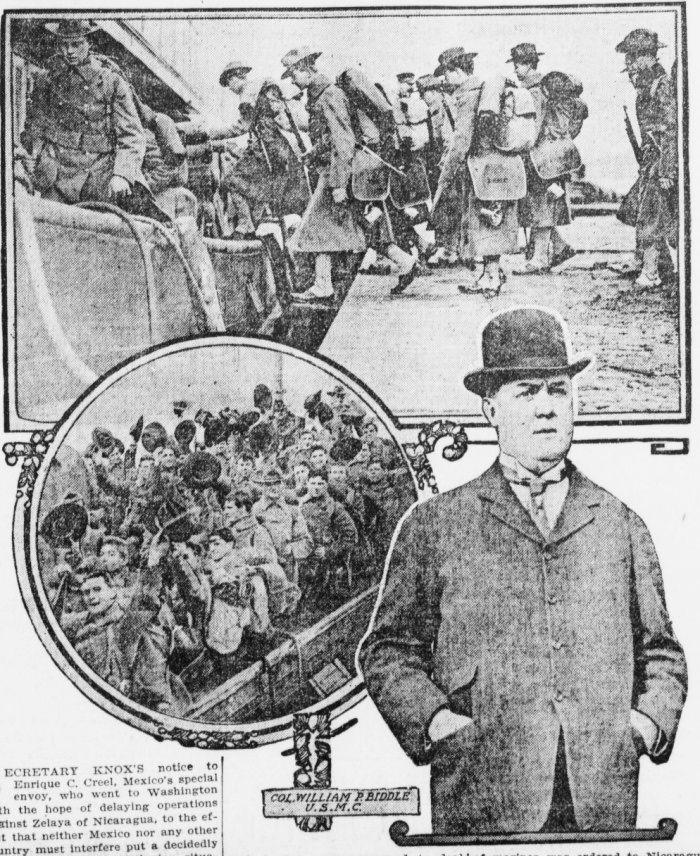
U.S. Marines bei der Einschiffung in New York City im Jahr 1909 auf dem Weg nach Nicaragua. Der damalige Oberst Biddle ist in zivil abgebildet.

William Phillips Biddle (* 15. Dezember 1853 in Philadelphia, Pennsylvania; † 24. Februar 1923 in Nizza, Frankreich) war ein Generalmajor im U.S. Marine Corps und von 1910 bis 1914 dessen elfter Commandant (Befehlshaber).

## Leben
William Phillips Biddle wurde am 15. Dezember 1853 in Philadelphia, Pennsylvania, in die bekannte und politisch einflussreiche Familie Biddle geboren. Er war das dritte Kind von John Barclay Biddle (1815–1879) und dessen Frau Caroline Phillips Biddle (1821–1906). Biddle war mit Martha Reynolds Biddle (1865–1949) verheiratet; aus der Ehe ging als Tochter Jane Biddle Adger (verh. Nicolaus; 1886–1927) hervor.
Er besuchte Privatschulen in Philadelphia und Umgebung. An der University of Pennsylvania trat er der angesehenen Bruderschaft Delta Psi, auch bekannt als St. Anthony Hall, bei.
Biddle verstarb am 24. Februar 1923 in Nizza, Frankreich. Einen Monat später wurde er mit militärischen Ehren auf dem Friedhof Nationalfriedhof Arlington beigesetzt.

## Militärischer Werdegang

### Frühe Jahre
Biddle wurde am 22. Juni 1875 als Leutnant in das Marine Corps aufgenommen („commissioned“). Nach kurzen Verwendungen an Land in Washington, D.C., New York City und Philadelphia wurde er für drei Jahre an Bord der Hartford und Powhatan eingesetzt. Nach erneuten Dienstzeiten in Philadelphia und New York ging er im März 1882 an Bord der Kearsarge und wurde im Februar 1884 zum Oberleutnant befördert. Die nächste dreijährige Bordverwendung führte ihn auf die Swarta. Im Februar 1891 kehrte er nach Philadelphia zurück und wurde zum Hauptmann befördert. Im April 1895 wurde er zunächst auf die Baltimore, dann auf die Olympia versetzt. Auf der Olympia nahm er am Spanisch-Amerikanischen Krieg und der Schlacht in der Bucht von Manila teil.
Nach dem Krieg kehrte Biddle zum Dienst in Philadelphia zurück, wo er den Befehl erhielt, sich bei dem 4. Bataillon der Marines für einen Einsatz in Ostasien vorzubereiten. Er war mit dem Bataillon Teil der internationalen Truppen, die im Aufstand der Boxer in China die Hauptstadt Peking und das dort eingeschlossene Gesandtschaftsviertel entsetzten. Von dort aus wurden Biddle und das Bataillon für zwei Jahre der 1. Marines-Brigade auf den Philippinen zugeteilt.

### Stabsoffizier
Am 23. März 1903 wurde Biddle zum Oberstleutnant befördert und als Bataillonskommandeur an Bord der Dixie nach Panama, wo die Unabhängigkeitserklärung des Landes für Unruhe sorgte, geschickt.
Biddle wurde im Februar 1905 zum Oberst befördert und kehrte auf die Philippinen zurück, wo er für zwei Jahre das Kommando der 1. Marines-Brigade übernahm. Nach Rückkehr in die Vereinigten Staaten im Jahr 1908 erhielt er den Auftrag, in Panama die Sicherung der Arbeiten am Kanalbau zu verstärken. Nach diesem letzten Auslandseinsatz seiner Laufbahn diente er im Hauptquartier des Corps, wo er in den letzten Monaten von Generalmajor Elliotts Kommando angesichts dessen Gesundheitszustands überwiegend bereits die Aufgaben des Commandants wahrnahm.

### Befehlshaber und Erster Weltkrieg
Biddle wurde am 3. Februar 1911 zum Generalmajor und Commandant des Marine Corps ernannt. Seine Zeit als Befehlshaber war vergleichsweise ruhig, kurz und ereignislos. Eine Reihe von kleineren Operationen, wie die erste amerikanische Intervention in Nicaragua, waren zu verzeichnen.
Nach knapp drei Jahren im Amt bat Biddle mit der Begründung, mehr als dreißig Dienstjahre abgeleistet zu haben, um seine Pensionierung. Diese erfolgte am 24. Februar 1914.
Im Ersten Weltkrieg wurde er reaktiviert und übernahm Aufgaben am Kriegsgerichtshof der Marine in San Diego, Kalifornien.

## Auszeichnungen

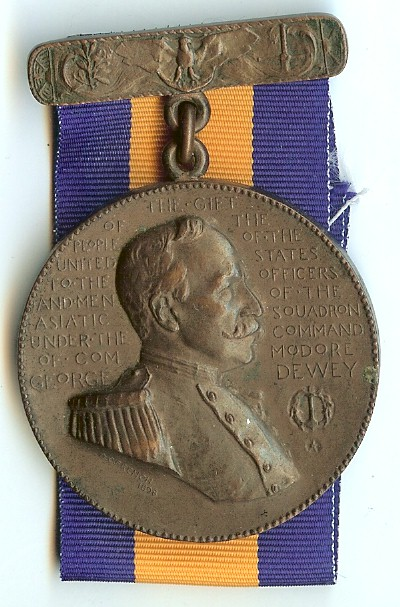
Battle of Manila Bay oder „Dewey“ Medal, Auszeichnung für die Teilnahme an der Schlacht in der Bucht von Manila am 1. Mai 1898
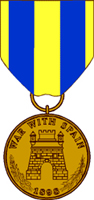
Army Spanish Campaign Medal, Auszeichnung für die Teilnahme am Spanisch-Amerikanischen Krieg 1898
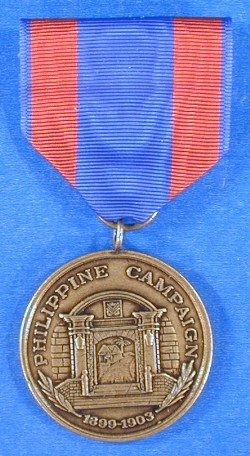
Philippine Campaign Medal, Auszeichnung für die Teilnahme am Philippinisch-Amerikanischen Krieg 1899–1902
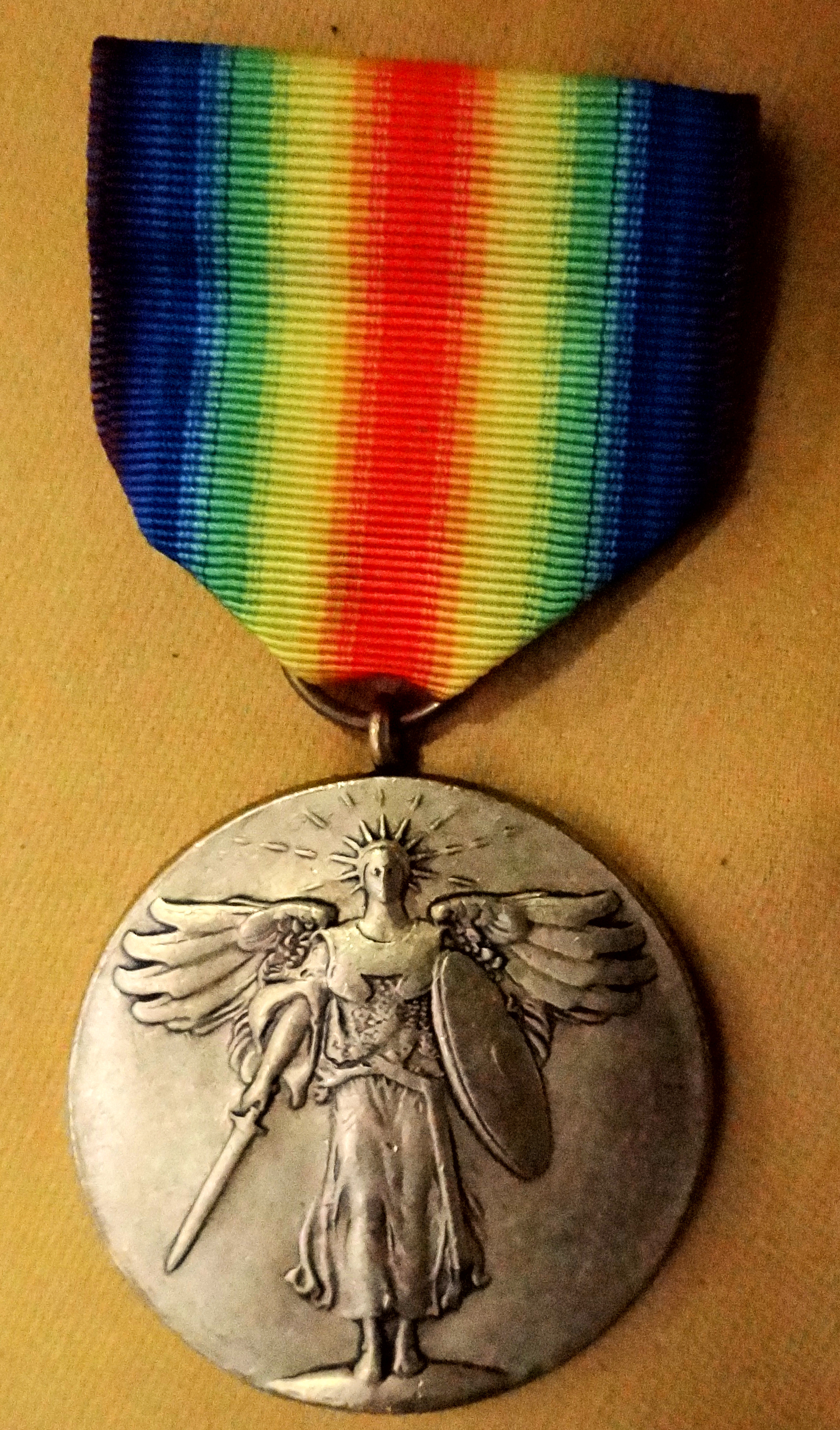
World War I Victory Medal, Auszeichnung für die Teilnahme an den Kampfhandlungen im Ersten Weltkrieg, amerikanische Beteiligung 1917–1918

## Erinnerung

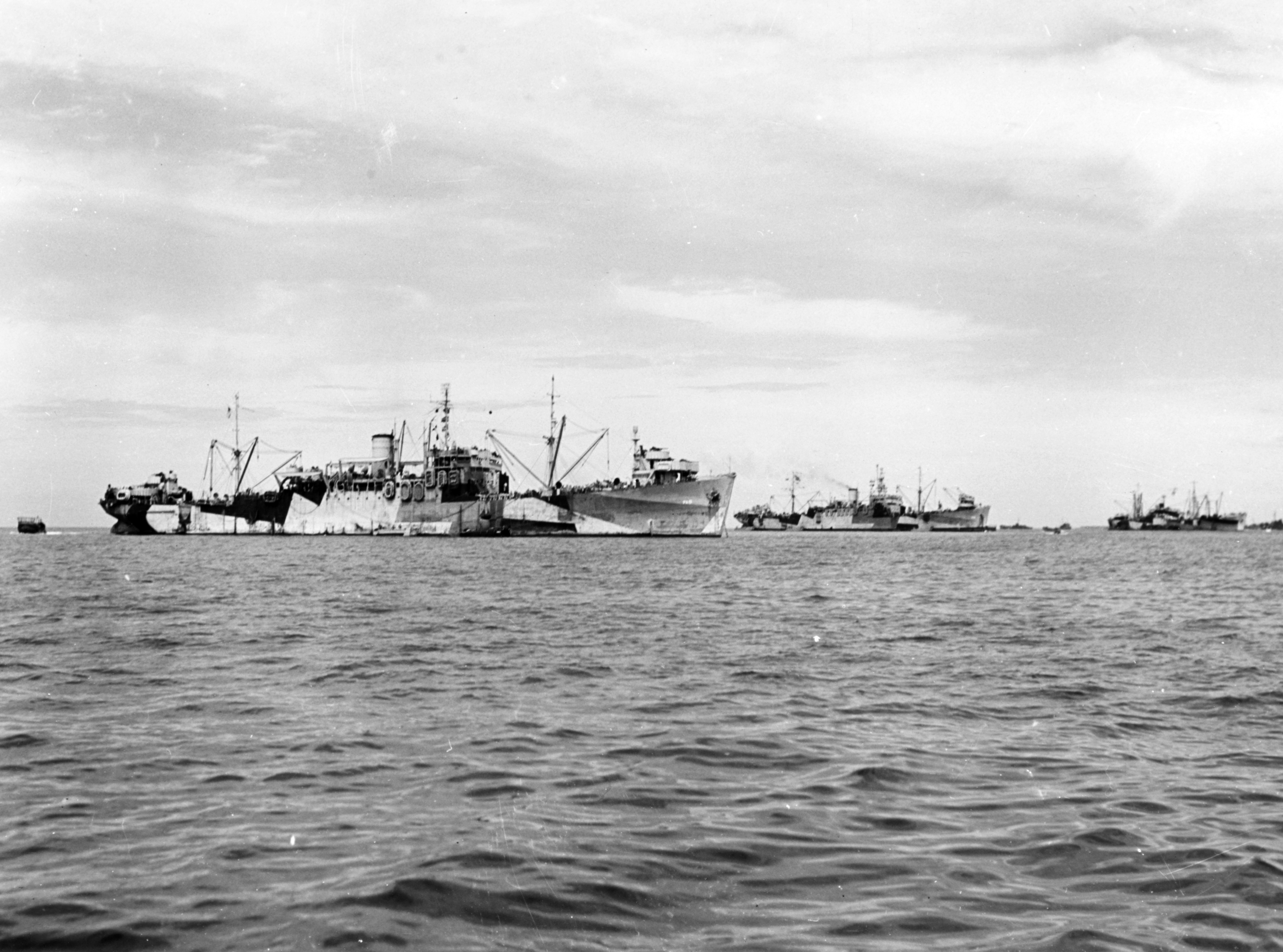
Die William P. Biddle bei Mindoro, Philippinen, Februar 1945

Zu Ehren von William P. Biddle wurde ein Schiff der U,S, Navy benannt:
- William P. Biddle (Kennung: APA-8), ein amphibischer Angriffstruppentransporter der Heywood-Klasse, in Dienst bei der United States Navy von 1940 bis 1946.[5]